# 脱進機
脱進機（だっしんき、英: escapement）は、機械式時計の速度を一定に保つための部品である。機械式時計に特徴的な「カチカチ」という音は、脱進機から発せられている。
最初の機械式脱進機であるバージ脱進機は、13世紀の中世ヨーロッパで発明され、機械式時計の発展につながる重要な技術革新だった。脱進機の設計は時計の精度に大きな影響を及ぼし、13世紀から19世紀にかけての機械式時計の時代には、脱進機の改良が時計の精度の改良につながっていた。

## 脱進機の種類

### バージ脱進機
バージ脱進機(英:Verge escapement)は1275年ごろ開発された最初期の機械式時計に使用された脱進機であり、13世紀後半から19世紀半ばまで350年間にわたって時計で使用された唯一の脱進機だった。バージという名前はstickまたはrodを意味するラテン語のvirgaに由来する。
バージ脱進機の発明により水時計のような液体の流れなどによる連続的なプロセスによる時間の測定から、より正確な測定を可能にする振り子などの反復的な振動プロセスへの移行が可能になった。
バージ脱進機はガンギ車と呼ばれる鋸歯状の歯が軸方向前方に突き出た、軸を水平に向けた歯車と直行する棒であるバージ・ロッドから構成されている。バージ・ロッドにはガンギ車の歯と噛み合う2枚の金属板であるパレットが付いている。パレットは平行ではなく、一度に 1 つだけが歯を捉えるように、パレット間に角度を付けて配向されている。頂上のケラバには慣性振動子、テン輪、または初期の時計では両端におもりが付いた水平の梁であるフォリオットが取り付けられ速度を一定に保っている。

### クロスビート脱進機
ヨスト・ビュルギが1584年にクロスビート脱進機を発明した。これは、2つのフォリオットが逆方向に回転するバージ脱進機の変形だった。  当時の記録によれば、ヨスト・ビュルギの時計は1日に1分以内の驚くべき精度を達成していた、これは当時の他の時計よりも2桁も優れていた。しかし、この精度の向上は、おそらく脱進機そのものによるものではなく、ヨスト・ビュルギ個人の優れた技巧と、駆動力の変化から脱進機を隔離するルモントワールの発明によるものだったと言われている。ヒゲゼンマイがなければ精度は保てなかったと言われている。

### ガリレオ脱進機

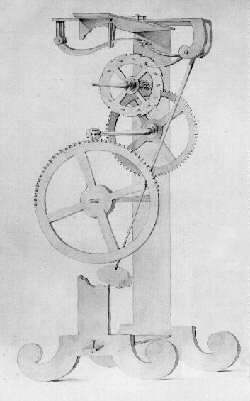
1637年頃、ガリレオが設計した振り子時計の図面（脱進機を含む）

ガリレオの脱進機は、イタリアの科学者ガリレオ・ガリレイが1637年頃に発明した時計の脱進機の設計図である。振り子時計の最も初期の設計である。当時、ガリレオは盲目であったため、この装置を息子に説明し、息子はそのスケッチを描いた。息子は試作品の製作に取りかかったが、完成する前に息子もガリレオも亡くなった。

### アンクル脱進機

アンクル脱進機のアニメーション。振り子が振れるごとにガンギ車が逆回転する瞬間があることに注目

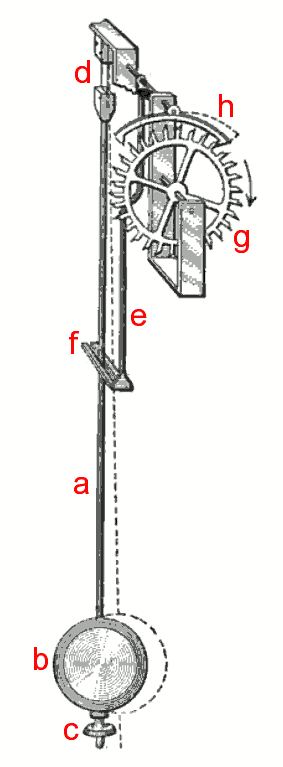
アンクル脱進機と振り子(a)振り子ロッド(b)振り子ボブ(c)速度調整ナット(d)サスペンションスプリング(e)松葉杖(f)フォーク(g)ガンギ車(h)アンクル

1657年頃にロバート・フックによって 発明されたアンクル脱進機はすぐにバージ脱進機に代わり、19世紀まで振り子時計に使われる標準的な脱進機になった。アンクル脱進機の利点は振り子の振り角の広さを3～6°に狭め、振り子をほぼ等時性にし、より長く、よりゆっくり動く振り子の使用を可能にし、より少ないエネルギーで動くようにしたことである。このアンクルは、ほとんどの振り子時計が細長い形をしている原因であり、また、アンクル時計として初めて市販されたグランドファーザー・クロックが開発された原因でもある。脱進機は振り子時計の精度を向上させ、1600年代後半には時計の文字盤に分針が追加された（それ以前は時針しかなかった）。

### デッドビート脱進機

デッドビート脱進機： (a) 脱進機 (b) パレット (c) 振り子の支柱。

デッドビート脱進機またはグラハム脱進機と呼ばれ、1675年にトーマス・トンピオンがリチャード・タウンリーの設計に基づいて製作したアンクル脱進機を改良したものである。 トンピオンの後継者であるジョージ・グラハムが1715年に広めたとされることが多いためグラハム脱進機の別名がある。 アンクル脱進機では、振り子の振れによって、そのサイクルの一部でガンギ車が本来の回転方向とは逆向きに押される。この「反動」は振り子の動きを乱し、不正確さの原因となり、歯車列の回転方向を逆にするため、バックラッシュを引き起こし、システムに高荷重をもたらし、摩擦や摩耗の原因となっていた。デッドビート脱進機の主な利点は、反動をなくしたことである。

### ピンホイール脱進機

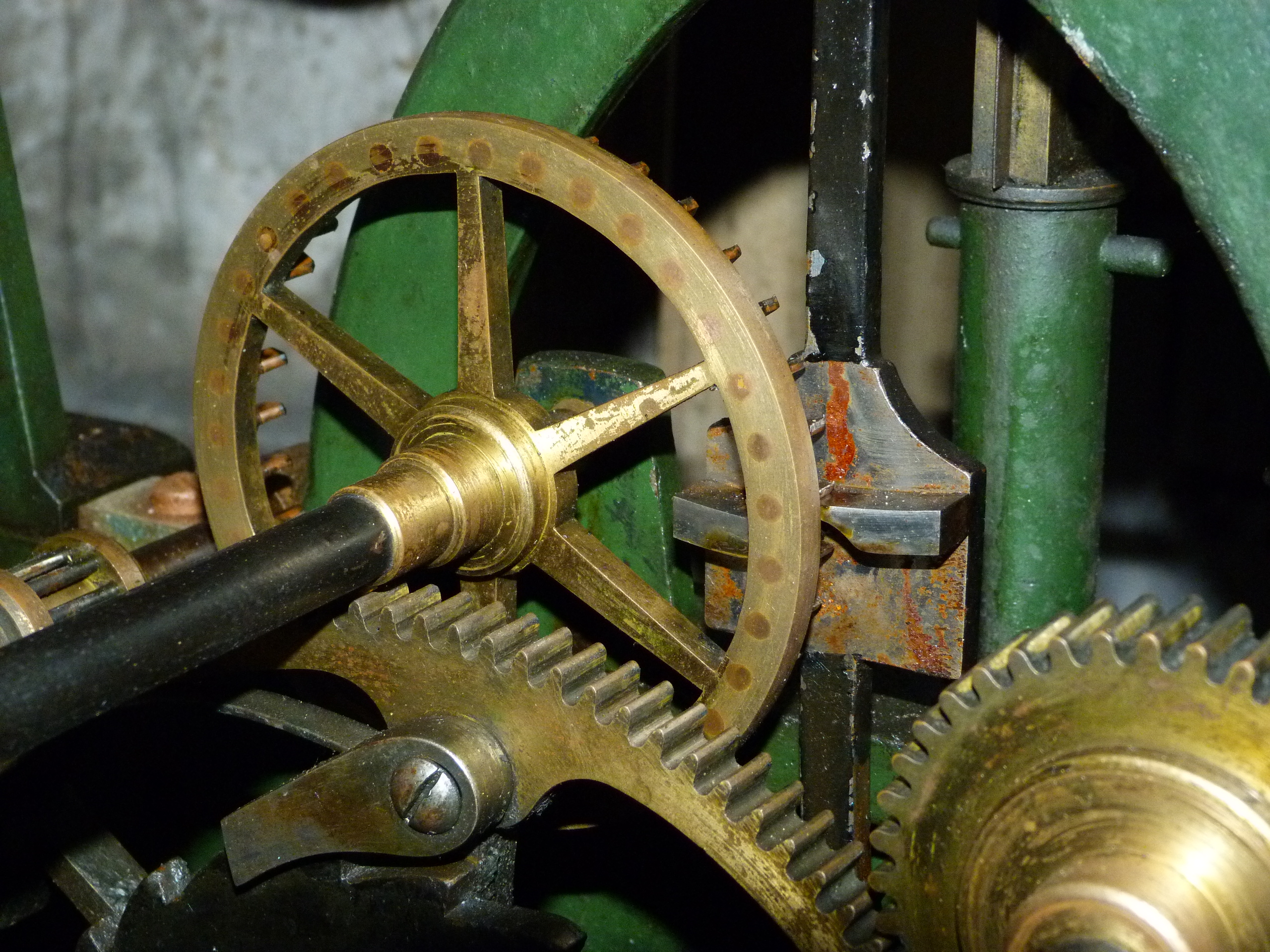
サウス・ミムズ塔時計のピンホイール脱進機

1741年頃にルイ・アマンによって発明されたこの脱進機は、非常に頑丈に作られている。歯を使わず、ガンギ車には丸いピンが付いており、ハサミのようなアンクルで止めたり外したりする。この脱進機は、アマント脱進機またはドイツではマンハルト脱進機とも呼ばれ、塔時計によく使われている。

### デテント脱進機
デテント脱進機またはクロノメーター脱進機とも呼ばれテンプ脱進機の中で最も精度が高いとされ、マリンクロノメーターに採用されただけで無く18～19世紀の精密時計にも採用された。 初期の形式は1748年にピエール・ル・ロワによって発明されたもので、理論的には欠陥があったが、回転デテント式の脱進機を作り出した。 1775年頃にジョン・アーノルドによって改良されたデテント脱進機は1780年にトーマス・アーンショーによってさらに改良され、1783年にライト（アーンショーはライトの下で働いていた）によって特許を取得された。アーノルドもスプリング・デテント・エスケープメントを設計したが、18世紀最後の10年間に基本的なアイデアに幾度かの改良が加えられ、最終的にはアーンショーのものが採用された。最終的な形は1800年頃に完成し、このデザインは1970年代に機械式クロノメーターが廃れるまで使用された。

### シリンダー脱進機
1695年にトーマス・トンピオンが発明した水平脱進機またはシリンダー脱進機と呼ばれる物で 1726年にジョージ・グラハムによって完成された。 1700年以降、懐中時計にバージ脱進機に代わって使われるようになった脱進機のひとつである。この脱進機の大きな利点はバージ脱進機よりもはるかに薄く、ファッショナブルでスリムな時計を作ることができた事にある。時計職人たちはこの脱進機が過度に摩耗することに気づき、18世紀には摩耗に強いルビー製のシリンダーを備えた一部の高級時計を除き、あまり使用されることはなくなった。フランスではシリンダーとガンギ車を硬化鋼で作ることでこの問題を解決され、 この脱進機は19世紀半ばから20世紀にかけて、フランスやスイスの安価な懐中時計や小型時計に大量に使用された。

### デュプレックス脱進機

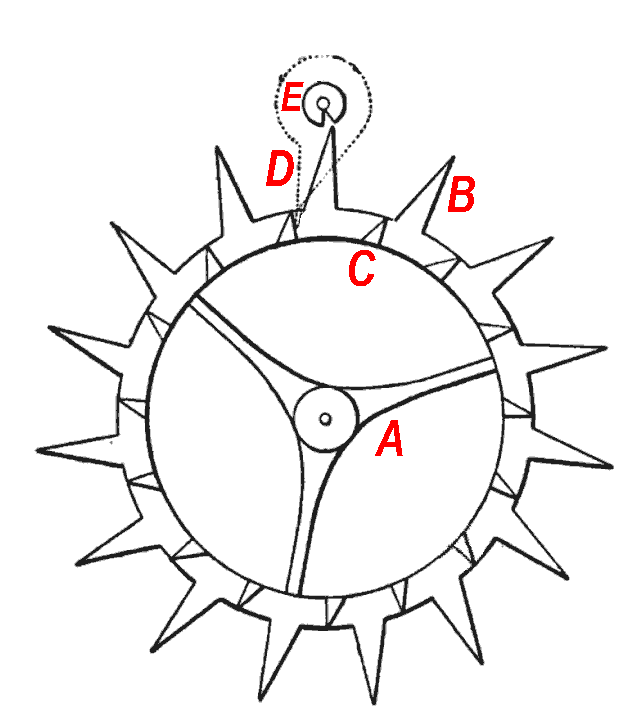
A）ガンギ車、（B）ロッキング・トゥース、（C）インパルス・トゥース、（D）パレット、（E）ルビー・ディスク。パレットとディスクはテンプのアーバーに取り付けられているが、歯車は描かれていない。

デュプレックス脱進機は1700年頃にロバート・フックが発明し、ジャン・バティスト・デュテールやピエール・ル・ロワが改良を加え、1782年にトーマス・タイラーが特許を取得した。初期型には2つのガンギ車があった。デュプレックス脱進機は製作が難しかったが、シリンダー脱進機よりもはるかに高い精度を達成し、初期のレバー脱進機と同等の精度を得ることができた。そのため1790年頃から1860年頃まで英国製の高級懐中時計に使用されていた。 そして、1880年から1898年にかけてアメリカの廉価なエブリマンズウォッチ、ウォーターベリーに採用された。
デュプレックス脱進機はクロノメーター脱進機と類似しているように、テンプはその周期における2回のスイングのうち、1回のスイングの間だけインパルスを受け取る。
デュプレックス脱進機は厳密にはフリクションレスト脱進機であり、歯がローラーに接触することで、テンプが振れる際に摩擦が生じる 。そのためクロノメーターと同様に摩擦が小さく潤滑オイルをほとんど必要としない。
しかし、部品の公差が厳しく衝撃に弱いため、活発に活動する人には不向きだった。クロノメーターと同様に突然の衝撃でテンプが止まった時に自動的に復帰しない。

### レバー脱進機
1750年にトーマス・マッジによって発明されたレバー脱進機は、19世紀以降、大半の時計に採用されている。シリンダー脱進機やデュプレックス脱進機とは異なり、テンプがレバーに接触しているのは、テンプが中心位置を通過する短いインパルス期間のみで、残りのサイクルは自由に回転するため、精度が向上した。原型はラックレバー脱進機で、レバーとテンプはレバー上の歯車ラックを介して常に接触していた。その後、歯車の歯が1つを除いてすべて取り外せることがわかり、デタッチド・レバー脱進機が誕生した。イギリスの時計メーカーは、レバーがテンプと直角に配置されたイギリスのデタッチド・レバーを使用した。その後、スイスとアメリカの時計メーカーは、テンプとガンギ車の間にレバーを直列に配置したインライン・レバーを採用した。1867年、ジョルジュ・フレデリック・ロコプフがロスコプフ脱進機またはピン・パレット脱進機と呼ばれる安価で精度の低い脱進機を発明し、20世紀初頭の安価な「1ドル時計」に使用され、現在でも安価な目覚まし時計やキッチンタイマーに使用されている。

### グラスホッパー脱進機
1722年にジョン・ハリソンが発明した振り子時計用の低摩擦脱進機である。広くは使用されなかった。

ダブル3本足重力脱進機

### 二重三脚重力脱進機
二重三脚重力脱進機(Gravity escapement)は小さなおもりまたは弱いバネを使用して、振り子に直接衝撃を与えることで動作する。ロンドンのビッグ・ベンやケンブリッジ大学にあるトリニティ・カレッジの時計塔で使用されている。時計塔は野ざらしであるため大きな針に風、雪、氷などによる負荷がかかり駆動力の大きな変動にさらされるため二重三脚重力脱進機では駆動力自体が振り子を推進するのではなく、単に推進力を提供する重りをリセットするだけであるため、脱進機は外界の影響を受けない。
もともとはブロクサムという弁護士が考案したものを、建築家のエドマンド・ベケットと、初代グリムソープ男爵が改良したと言われている。

### 同軸脱進機

ダニエルズ同軸脱進機

同軸脱進機（英:Coaxial escapement）は、クォーツ危機のさなか、英国の時計技師であるジョージ・ダニエルズが、アメリカの実業家で時計コレクターのセス・G・アトウッドから、機械式時計の性能を根本的に向上させる時計の製作依頼を受けて開発した。 ジョージ・ダニエルズは1974年に同軸脱進機を発明して1980年に特許を取得した。
セス G. アトウッド用のアトウッド時計は1976年に完成した。
これはクオーツ時計が出現してから発明された数少ない時計脱進機の1つで、現在、オメガSAによって生産されている多くの機械式時計に使用されている。

### その他の現代の時計用脱進機

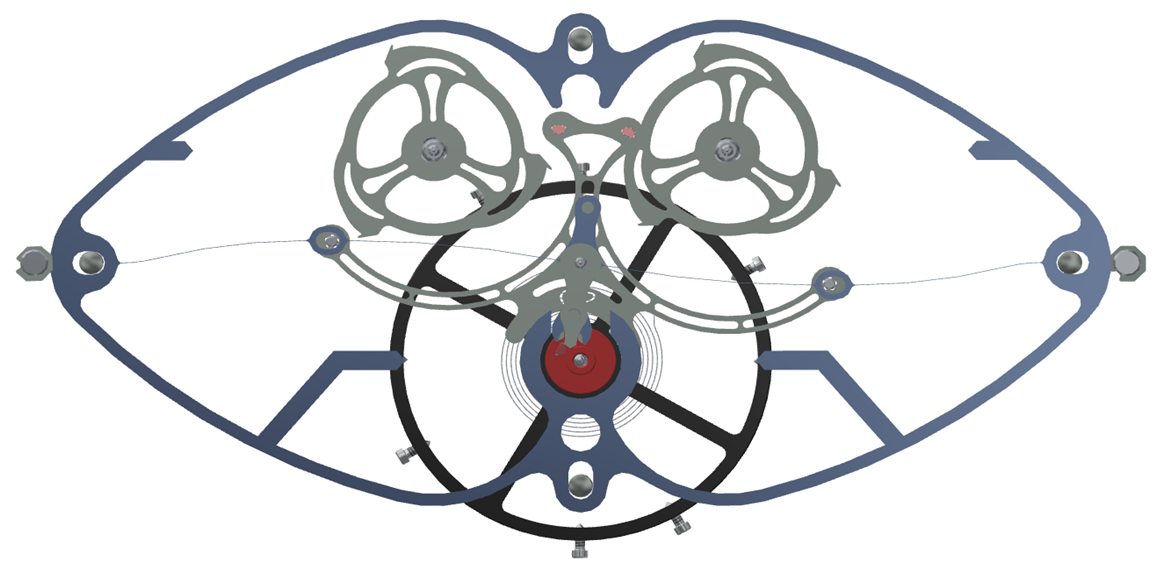
ジラール・ペルゴによるコンスタント・エスケープメントの図解

低コストのクォーツ時計がどんな機械式時計よりもはるかに高い精度を達成しているため、改良された脱進機の設計は、もはや実用的な需要によるものではなく、高級時計市場における目新しさとして位置づけられている。ここ数十年、一部の高級機械式時計メーカーは、注目を集めるために新しい脱進機を導入したが、いずれも元の作成者以外の時計メーカーには採用されていない。

## 参考資料
- Britten, Frederick J. (1881). The Watch and Clockmaker's Handbook, 4th Ed.. London: W. Kent & Co., p. 56-58
- Chisholm, Hugh, ed. (1911). “Watch” . Encyclopædia Britannica (英語) (11th ed.). Cambridge University Press.
- Glasgow, David (1885). Watch and Clock Making. London: Cassel & Co.. pp. 137–154
- Milham, Willis I. (1945). Time and Timekeepers. New York: MacMillan. ISBN 0-7808-0008-7
- Rawlings, Arthur Lionel (1993). The Science of Clocks and Watches, 3rd Ed.. Upton, UK: The British Horological Institute. ISBN 0-9509621-3-9